# Alexandr
Alexandr este un prenume masculin rusesc care se poate referi la:
- Alexandr Alehin
- Alexandr Alexandrovici Fadeev
- Alexandr Briullov
- Alexandr Ceaicovschi
- Alexandr Demianenko
- Alexandr Glazunov
- Alexandr Halifman
- Alexandr Ilici Ulianov
- Alexandr Ivanovici Baranov
- Alexandr Kuprin
- Alexandr Lodîghin
- Alexandr Mihailovici Prohorov
- Alexandr Mojaiski
- Alexandr Nevski
- Alexandr Nevski (film)
- Alexandr Nevski (Prokofiev)
- Alexandr Oleșco
- Alexandr Popov (înotător)
- Alexandr Porfirievici Borodin
- Alexandr Ruțkoi
- Alexandr Scriabin
- Alexandr Sergheevici Menșikov
- Alexandr Vasilevski
- Alexandr Vertinski
- Alexandr Vilenkin